# 霍利迪 (密蘇里州)
霍利迪（英語：Holliday）是位於美國密蘇里州門羅縣的村。

## 人口
根據2020年美國人口普查的數據，霍利迪的面積為0.68平方千米，皆為陸地。當地共有人口114人，而人口密度為每平方千米168人。